# Gładyszów
Gładyszów (dodatkowa nazwa w j. łemkow. Ґлaдышiв, trb. Gładysziw) – wieś w gminie Uście Gorlickie, w województwie małopolskim. We wsi znajdują się dwie drewniane cerkwie oraz cmentarze wojenne z okresu I wojny światowej. Kursuje autobus do Gorlic i do Koniecznej.

## Położenie
Gładyszów leży w środkowej części Beskidu Niskiego, na południowy wschód od Magury Małastowskiej. Położony jest około 20 km na południe od Gorlic i 10 od granicy ze Słowacją. Zabudowania wsi ciągną się wzdłuż doliny potoku Gładyszówka.
Integralne części miejscowości to: Beniówka, Koło Kościoła, Niżny Koniec, Wierchnia, Wyżny Koniec.

## Historia

Dzwonnica przy cerkwi Wniebowstąpienia Pańskiego

Początkowo wieś nazywała się Kwoczeń (wielu mieszkańców nazywało się Kwoczka). Obecna nazwa pochodzi od nazwiska właścicieli całej górnej doliny rzeki Ropy – rycerzy Gładyszów z Szymbarku.
Wieś została założona na prawie wołoskim w 1417.
Pierwsze wzmianki pisane pochodzą z 1629 (wymienione są 3 gospodarstwa oraz właściciel wsi, Wielopolski) jednak szacuje się, że wieś została założona pod koniec XVI w. W latach 1778–1779 wybudowano bitą drogę z Gorlic przez Gładyszów do Koniecznej. W 1890 wieś liczyła 720 mieszkańców.
Według Gemeindelexikon der im Reichsrate vertretenen Königreiche und Länder około roku 1900 wieś liczyła 123 domy. Spis wymienia 311 mężczyzn i 301 kobiet; 14 osób wyznania rzymskokatolickiego, 576 osób wyznania greckokatolickiego oraz 22 Żydów. Przynależność etniczna to Rusini (Łemkowie) – 598 osób oraz Polacy – 14 osób.
Podczas I wojny światowej Gładyszów był ziemią niczyją, na Magurze Małastowskiej swe pozycje mieli Austriacy, Rosjanie natomiast zajęli Rotundę i Popowe Wierchy. Wieś, będąca stale pod obstrzałem, uległa niemal całkowitemu zniszczeniu.
27 listopada 1918 w Gładyszowie odbył się duży wiec Łemków, gdzie powołano Ruską Radę, która podporządkowała się tzw. Ruskiej Narodowej Republice Łemków z władzami we Florynce.
W 1921 w Gładyszowie zanotowano 11 rzymskich katolików, 491 grekokatolików i 5 Żydów. W okresie międzywojennym w wyniku schizmy tylawskiej część grekokatolików dokonała konwersji na prawosławie.
W okresie międzywojennym stacjonował w miejscowości komisariat Straży Granicznej.
Przed II wojną światową wieś liczyła około 220 domów. W 1945 utworzono tu posterunek MO. 6 lipca 1946 wieś została przejęta przez oddział UPA, wszyscy milicjanci zginęli. W 1947 łemkowscy mieszkańcy Gładyszowa zostali wysiedleni na Ziemie Zachodnie w ramach akcji „Wisła”, pozostało tylko 6 rodzin mieszanych. Po 1956 wielu wysiedleńców powróciło do rodzinnej wioski. Obecnie we wsi jest 100 domów.
W latach 1934–1954 i 1973–1976 miejscowość była siedzibą gminy Gładyszów. W latach 1954–1972 wieś należała i była siedzibą władz gromady Gładyszów. W latach 1975–1998 miejscowość administracyjnie należała do województwa nowosądeckiego.

## Wspólnoty religijne

Cerkiew pod wezwaniem Narodzenia św. Jana Chrzciciela

Gładyszów jest siedzibą rzymskokatolickiej parafii pod wezwaniem Narodzenia Świętego Jana Chrzciciela, należącej do dekanatu Gorlice w diecezji rzeszowskiej.
We wsi działa również parafia prawosławna, również pod wezwaniem Narodzenia św. Jana Chrzciciela, należąca do dekanatu Gorlice w diecezji przemysko-gorlickiej Polskiego Autokefalicznego Kościoła Prawosławnego. Gładyszów jest również siedzibą Prawosławnego Ośrodka Miłosierdzia Diecezji Przemysko-Gorlickiej „ELEOS”.
W miejscowości znajduje się też parafia greckokatolicka pod wezwaniem Wniebowstąpienia Pańskiego, należąca do archieparchii przemysko-warszawskiej.
W Gładyszowie, w pobliżu drogi do Banicy, znajdują się trzy świątynie:
- greckokatolicka cerkiew pw. Wniebowstąpienia Pańskiego
- prawosławna cerkiew pw. Narodzenia św. Jana Chrzciciela
- prawosławna nowa cerkiew pw. Narodzenia św. Jana Chrzciciela (2021) w budowie

## Zabytki

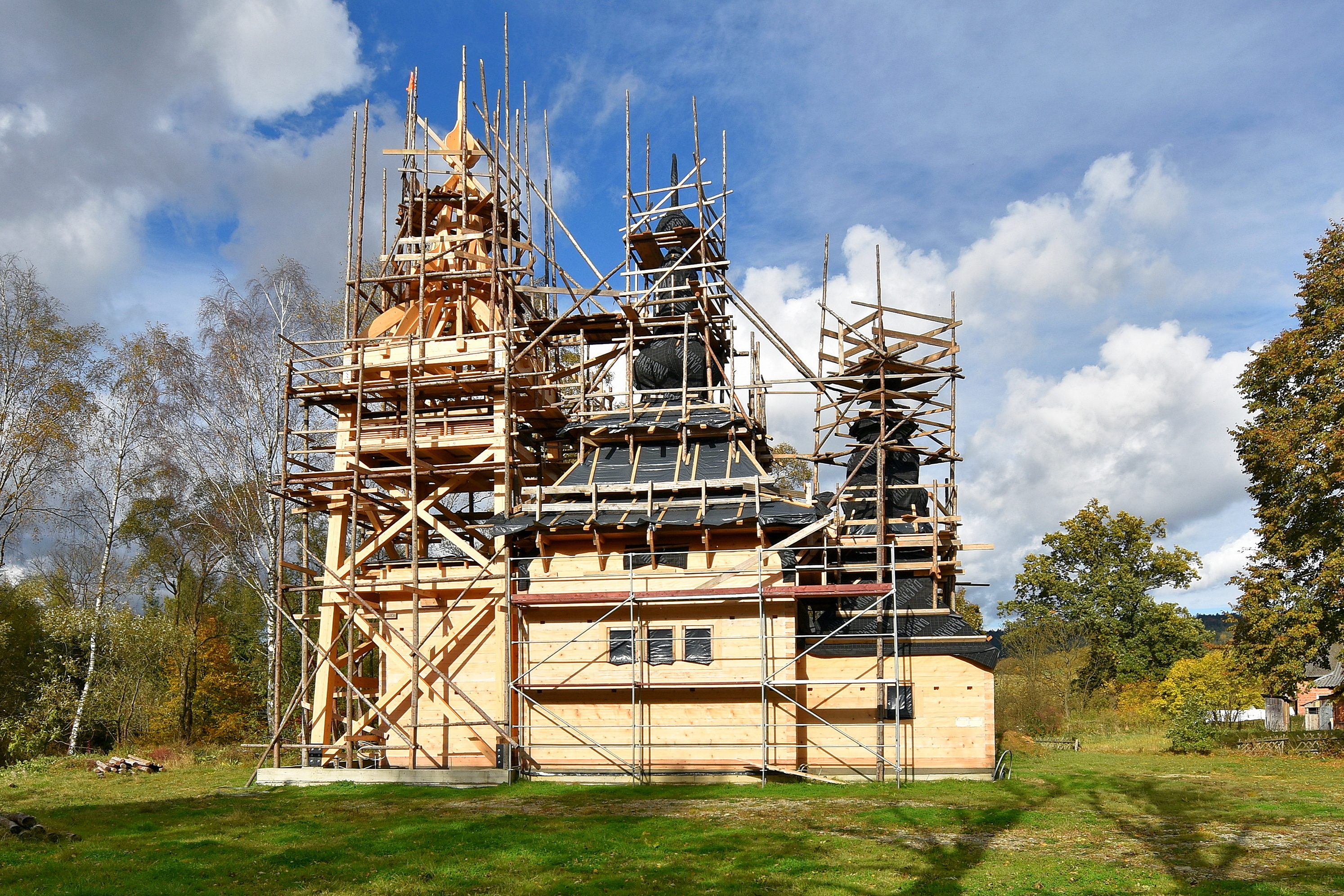
Prawosławna cerkiew Narodzenia św. Jana Chrzciciela (2021) w budowie (stan 2023)

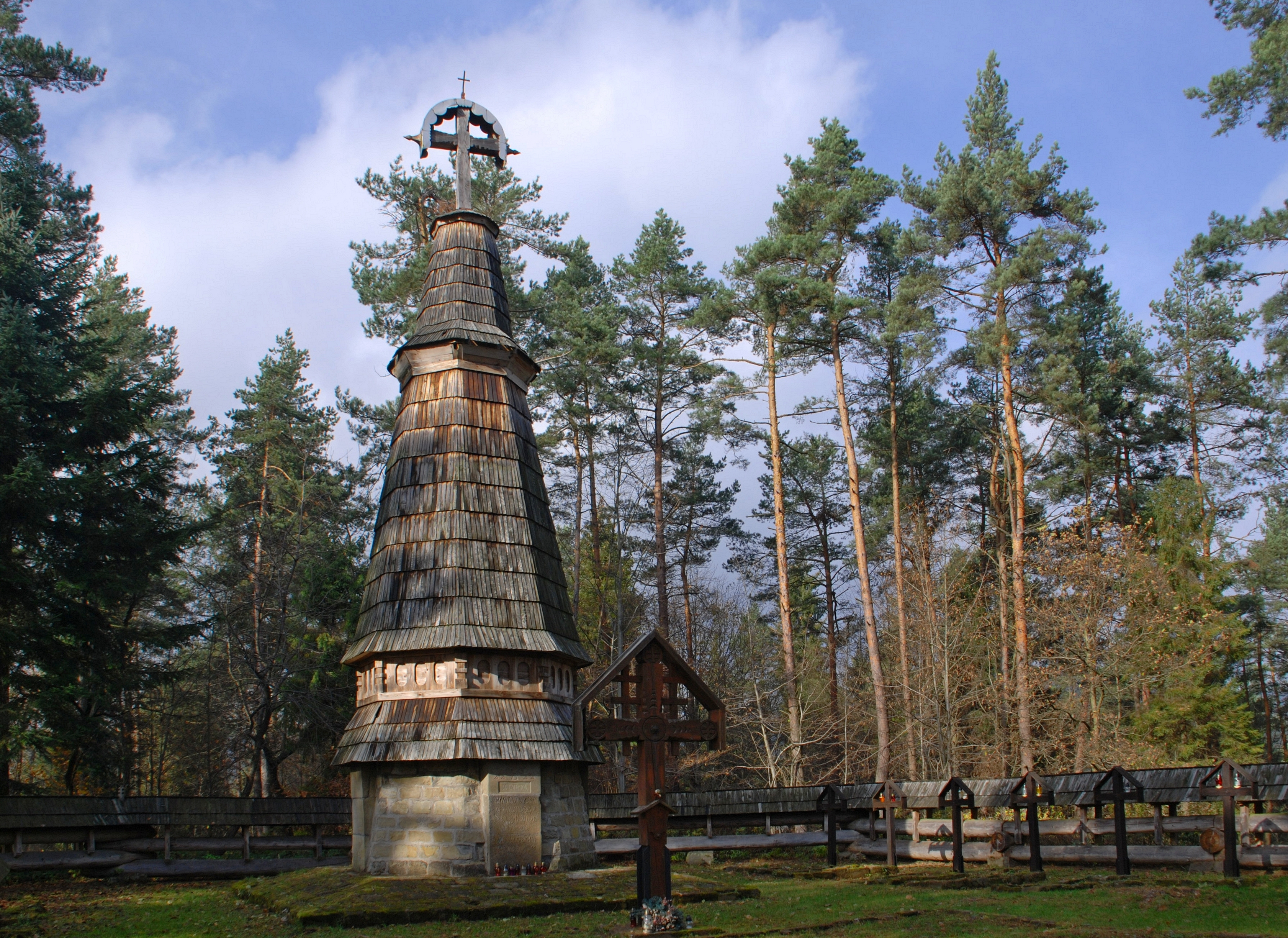
Cmentarz wojenny nr 55

Obiekty wpisane do rejestru zabytków nieruchomych województwa małopolskiego:
- cerkiew Narodzenia św. Jana Chrzciciela, z 1857 roku
- cerkiew Wniebowstąpienia Pańskiego, z 1938 roku
- cmentarz wojenny nr 55, znajduje się około 200 m od drogi prowadzącej na Magurę Małastowską
- cmentarz wojenny nr 61, znajduje się na zboczu Popowych Wierchów, na wschód od przysiółka Wirchne
- cmentarz wojenny nr 60, na granicy z Małastowem

## Mieszkańcy

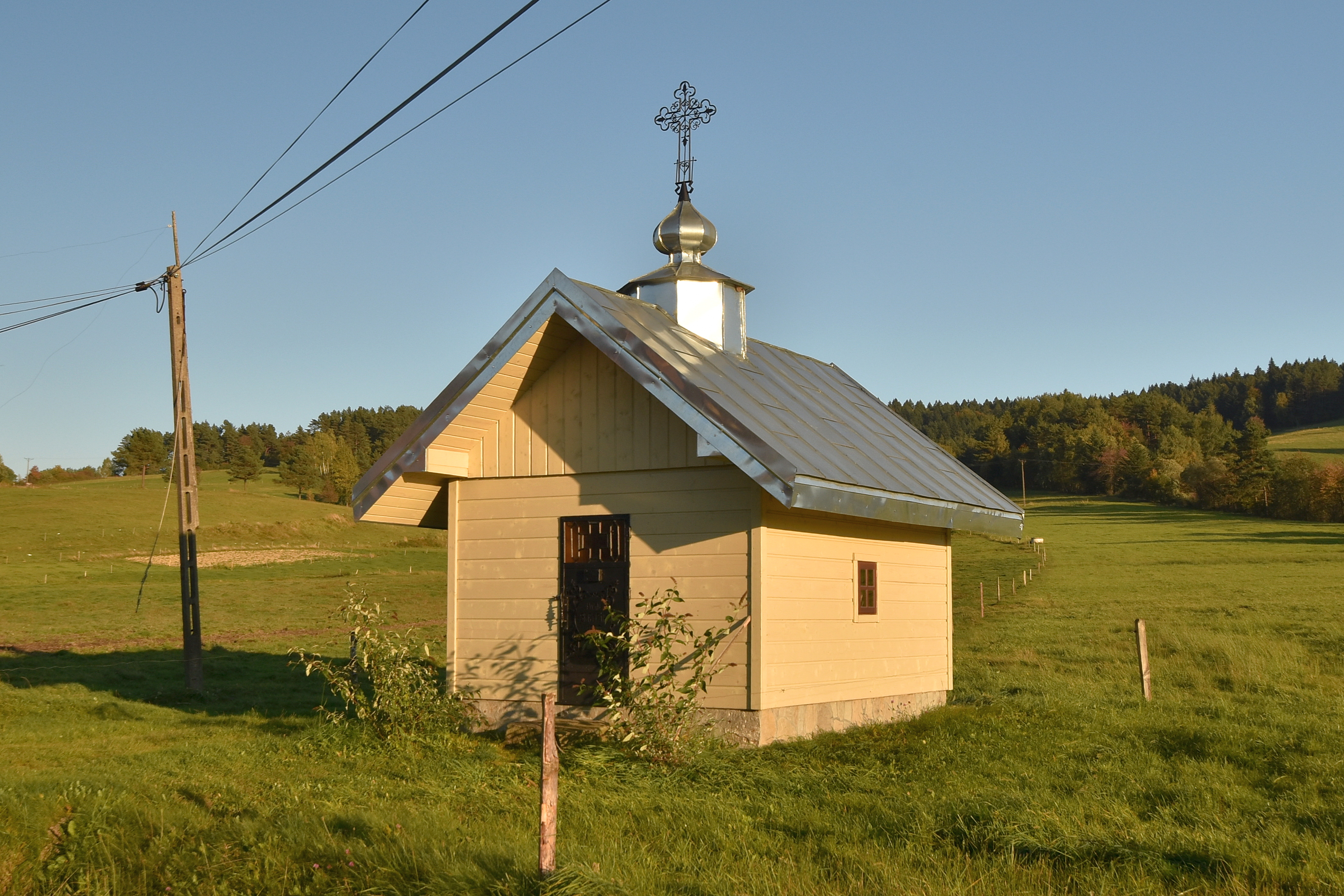
Kaplica

Austriacki spis katastralny z 1787 wymienia następujące rodziny łemkowskie z Gładyszowa:

1. Bemia / Bem'ja (4 rodziny)
2. Bodyn / Bodyn'
3. Wanczak / Van'chak (4 rodziny)
4. Haluszczak / Halusczak / Haluszak / Halushchak
5. Gbur (3 rodziny)
6. Hrabskyj / Grabski / Chrabski / Hrabs'kyj
7. Danczyszyn / Danchyshyn
8. Dziubiniak / Dzjubynjak ( 4 rodziny)
9. Dziamba / Dzjamba
10. Karlik / Karlyk
11. Kwoczka / Kvochka
12. Kit / Kot ( 4 rodziny)
13. Lopatowski / Lopatovs'kyj
14. Madzulak / Madzuljak ( 3 rodziny)
15. Marczak / Marchak ( 3 rodziny)
16. Mikulak / Mykuljak
17. Paluszczak / Palushchak ( 4 rodziny)
18. Powanda / Povanda
19. Procz / Proch
20. Salayda / Salajda
21. Seczok / Sechok ( 2 rodziny)
22. Sierota / Syrota
23. Skrzypak / Skrypak ( 3 rodziny)
24. Stanczak / Stanchak ( 2 rodziny)
25. Telepa
26. Fedorko / Fedurko ( 2 rodziny)
27. Fil / Fill / Fil' ( 2 rodziny)
28. Car / Tsar ( 2 rodziny)
29. Ciema / Tsema
30. Ceraniak / Tseranjak
31. Szmayda / Shmajda ( 4 rodziny)
32. Szpak / Szpiak / Shpak ( 2 rodziny)
33. Szpinko / Shpinko (2 rodziny)
34. Jacewicz / Jatsevych ( 4 rodziny)
- W 1785 wieś miała 13,2 km kw. i mieszkało tu 508 grekokatolików, 2 rzymskich katolików i 0 Żydów.
- 1840 – 742 grekokatolików
- 1859 – 677 grekokatolików
- 1879 – 586 grekokatolików
- 1899 – 698 grekokatolików
- 1926 – 614 grekokatolików
- 1936 – 547 grekokatolików, 30 rzymskich katolików i 5 Żydów.

Mikrofilm nr 0766009 w zbiorach Kościoła Jezusa Chrystusa Świętych w Dniach Ostatnich zawiera dane o narodzinach w latach 1776–1842 i zgonach 1776–1854.